# Владимирский, Борис Михайлович
Борис Михайлович Владимирский (род. 17 апреля 1932) — советский и российский астрофизик, специалист по космической физике, доктор физико-математических наук, ведущий научный сотрудник Крымской астрофизической обсерватории, профессор Крымского федерального университета имени Вернадского.

## Биография
Родился 17 апреля 1932 года в Вышнем Волочке. Его мать Елена Алексеевна Сибирская — дочь священномученика Алексия Сибирского, расстрелянного в 1937 году. 
В 1958 году окончил Днепропетровский государственный университет.
Направлен в Крымскую астрофизическую обсерваторию, где работал 50 лет в должностях от лаборанта до ведущего научного сотрудника. Профессор Таврического национального университета им. В. И. Вернадского (1996—2008).
Защитил кандидатскую диссертацию «Некоторые вопросы физики космических лучей» (1968, МГУ), в 1997 — докторскую диссертацию «Активные процессы на Солнце и биосфера» (1997, Институт биофизики РАН). Автор более 300 статей и свыше 10 книг и брошюр.
С 2008 года на пенсии.
Был президентом Международного союза по изучению факторов внешней среды (CIFA).
В честь Владимирского названа малая планета (3591) Владимирский.

## Сочинения
- Солнечная активность и общественная жизнь. Космическая историометрия: от первых российских космистов до наших дней [Текст] / Б. М. Владимирский. — Москва: URSS, cop. 2013. — 190, [1] с.: ил., порт., табл.; 22 см; ISBN 978-5-397-03759-4
- Космическая погода и биосфера [Текст]: история исследований и современность / Б. М. Владимирский. — Москва: URSS, cop. 2016. — 111 с.: табл.; 21 см; ISBN 978-5-9710-3120-8
- Солнечная активность и биосфера / Б. М. Владимирский, Л. Д. Кисловский. — Москва: Знание, 1982. — 64 с.; 21 см. — (Новое в жизни, науке, технике).
- Космические воздействия и эволюция биосферы / Б. М. Владимирский, Л. Д. Кисловский. — Москва: Знание, 1986. — 64 с.; 20 см. — (Новое в жизни, науке, технике. Космонавтика, астрономия; 1/1986).
- Археоастрономия и история культуры / Б. М. Владимирский, Л. Д. Кисловский. — Москва: Знание, 1989. — 62,[2] с. : ил.; 20 см. — (Новое в жизни, науке, технике. Космонавтика, астрономия; 3/1989).; ISBN 5-07-000467-0 : 15 к. Тираж 27 007 экз.
- Путями русского космизма [Текст] : Судьбы людей и идей. Влияние космоса на социальные процессы. Поиск жизни во Вселенной / Б. М. Владимирский, Л. Д. Кисловский. — Москва: URSS, 2011. — 143 с. : ил., портр.; 22 см; ISBN 978-5-397-01711-4
- Космическая погода и наша жизнь / Б. М. Владимирский, Н. А. Темурьянц, В. С. Мартынюк; Под общ. ред. Н. В. Стешенко. — Фрязино: Век 2, 2004. — 220, [1] с.: ил., портр.; 21 см. — (Наука для всех).; ISBN 5-85099-146-8: 2500
- Космическая погода и электромагнитное экранирование [Текст] / Н. А. Темурьянц, Б. М. Владимирский; под общей редакцией докт. биол. наук Н. А. Беловой. — Симферополь: Крымский федеральный ун-т им. В. И. Вернадского, 2017. — 159 с. : ил., табл.; 21 см; ISBN 978-5-9908082-2-5 :